# João Lourenço (futbolista)
João de Matos Moura Lourenço  (Alcobaça, Portugal, 8 de abril de 1942), más conocido como João Lourenço, es un exfutbolista portugués que jugaba como delantero.

## Selección nacional
Formó parte de la selección portuguesa que obtuvo el tercer lugar en la Copa del Mundo de 1966, pese a no haber jugado ningún partido durante el torneo.

### Participaciones en la Copa del Mundo
| Mundial                        | Sede       | Resultado    | Partidos | Goles |
| ------------------------------ | ---------- | ------------ | -------- | ----- |
| Copa Mundial de Fútbol de 1966 | Inglaterra | Tercer lugar | 0        | 0     |

## Clubes
| Club                 | País     | Año       |
| -------------------- | -------- | --------- |
| Ginásio Alcobaça     | Portugal | 1960-1961 |
| Académica de Coimbra | Portugal | 1961-1964 |
| Sporting CP          | Portugal | 1964-1972 |

## Palmarés

### Campeonatos nacionales
| Título           | Club        | País     | Año  |
| ---------------- | ----------- | -------- | ---- |
| Primeira Divisão | Sporting CP | Portugal | 1966 |
| Primeira Divisão | Sporting CP | Portugal | 1970 |
| Copa de Portugal | Sporting CP | Portugal | 1971 |